# Dyland & Lenny
Dyland & Lenny fue un dúo de reguetón formado en 2007, el cual se separó en 2013 y compuesto por el rapero Dyland (Carlos Castillo Cruz) (n. 5 de septiembre de 1986) y el cantante puertorriqueño Lenny Tavarez (Julio Manuel González Tavárez) (n. 19 de mayo de 1987). Sus mayores éxitos son «Pégate más», «Nadie te amará como yo», «Quiere pa' que te quieran», y «Caliente».

## Biografía y carrera musical
La madre de Dyland era trabajadora social, mientras que ambos eran vecinos y habían planeado convertirse en jugadores de baloncesto, antes de hacer una carrera en la música. En el año 2007, se establecieron como dúo con la canción «Una pregunta», y posteriormente teniendo su segunda gran oportunidad en 2008 con la compilación Calle 434, de los productores Luny Tunes. Para el año siguiente, colaboraron con Ana Bárbara en su sencillo «Rompiendo Cadenas» mientras promocionaban su primer sencillo «Nadie te amará como yo».
En asociación con Sony Music, el dúo hizo su debut con el álbum My World en 2010. Contó con las colaboraciones de Arcángel y el dúo Zion & Lennox. El álbum fue producido ejecutivamente por Luny Tunes y posee otros sencillos «Quiere pa' que te quieran» y «Caliente». En octubre de 2011 presentaron un nuevo sencillo «Pégate más», mientras anunciaban futuras colaboraciones con Pitbull, Cosculluela y J Álvarez. A comienzos de 2013 publican de manera definitiva su segundo álbum de estudio, llamado My World 2: The Secret Code. El disco cuenta con 11 temas con diversos estilos musicales como R&B y Pop latino, además de otras colaboraciones con Yomo y Víctor Manuelle. También se publicó una versión con tres canciones nuevas.

### Separación
A finales de 2013, el dúo confirma su separación definitiva. Cada artista tomó rumbos diferentes, Lenny lanzó su primer EP titulado PopPorn e incursionó en la olea del Trap latino, mientras que Dyland, permaneció en el Reguetón.

## Discografía
- 2010: My World
- 2013: My World 2: The Secret Code